# Star Trek: The Animated Series
Star Trek: The Animated Series är en animerad science fiction-TV-serie som utspelar sig inom Star Treks fiktiva universum. Serien sändes enbart under namnet Star Trek men den har senare blivit känd med sitt längre namn (eller i förkortad form som ST:TAS eller TAS) för att särskilja den från originalserien med levande skådespelare. Ibland har den också kallats för The Animated Adventures. 
Series producerades av Filmation, och totalt visades 22 halvtimmeslånga avsnitt under två säsonger mellan åren 1973 och 1974 i NBC.
De flesta av originalseriens skådespelare fanns med och gjorde rösterna till karaktärerna. På grund av programmets låga budget kunde inte alla huvudkaraktärer återkomma, rollen som Pavel Chekov (som i originalserien spelades av Walter Koenig) byttes ut mot de två animerade karaktärerna Lieutenant Arex, som tillhörde en ras med tre armar och tre ben, och Lt. M'Ress en kvinnlig kattliknande utomjording. Dessa båda karaktärer gjorde halvregelbundna framträdanden och rösterna gjordes av James Doohan och Majel Barrett som även gjorde rösterna för sina egna karaktärer Montgomery Scott och Christine Chapel. Koenig blev inte bortglömd, han skrev senare manuset för ett avsnitt i serien och blev på så sätt den första Star Trek-skådespelaren som skrev ett Star Trek-avsnitt.
Det är allmänt accepterat att avsnitten utspelar sig efter originalserien, möjligen omkring det sista av rymdskeppet Enterprise fem-års uppdrag. Detta är dock inget som fastställs i tv-rutan. Det är också omöjligt att fastställa när serien utspelar sig genom att använda de stjärndatum som nämns i avsnitten då dessa ofta inte överensstämmer med originalserien. Avsnittet Magicks of Megas-Tu har ett stjärndatum som är lägre än det första avsnittet i originalserien, medan ett annat avsnitt har ett stjärndatum som är högre än det i spelfilmen Star Trek. 
För att undvika konflikter med andra förpliktelser brukar inte skådespelare, vid animerad film, spela in sina röster tillsammans med de övriga skådespelarna. Så gjordes inte heller vid inspelning av The Animated series. William Shatner som turnerade med en teaterpjäs under tiden spelade in sina röstpålägg i den stad han råkade befinna sig i och skickade kassetterna till studion. Doohan och Barett som förutom originalseriens karaktärer och de nya karaktärerna Arex och M'Ress även gjorde rösterna åt i princip alla "gästkaraktärerna" i serien. Några undantag som är värda att nämna är Sarek, Cyrano Jones och Harcourt Fenton Mudd vars röster gjordes av skådespelarna som gjorde dessa karaktärerna i originalserien. Vid enstaka tillfällen användes också andra skådespelare som då Ed Bishop gjorde rösten till en karaktär i Magicks of Megas-Tu

## DVD
Star Trek: Animated - Complete Series släpptes på dvd den 21 november 2006 - då enbart på Region 1. Den 6 december samma år fick samma box premiär på Region 2.
Boxen omfattar fyra diskar och innehåller seriens samtliga tjugotvå avsnitt, två dokumentärer (Making of Star Trek: The Animated Series och What's the Star Trek Connection) samt storyboards.

## Övrigt
I ett tidigt förslag från Filmation var att varje överordnad officer skulle ha ett barn tilldelat sig som officersaspirant, vilket även inberäknade en ung vulcan tilldelad Spock.

### Fotnoter
1. ↑  Beyond the Farthest Star, CBS, 8 september 1973, eftertexter, läs online.[källa från Wikidata]
2. ↑  ”Star Trek: The Animated Series” (på engelska). TV.Com. http://www.tv.com/shows/star-trek-the-animated-series/. Läst 26 januari 2017.